# Seyches
Seyches – miejscowość i gmina we Francji, w regionie Nowa Akwitania, w departamencie Lot i Garonna.
Według danych na rok 1990 gminę zamieszkiwało 1021 osób, a gęstość zaludnienia wynosiła 41 osób/km² (wśród 2290 gmin Akwitanii Seyches plasuje się na 421. miejscu pod względem liczby ludności, natomiast pod względem powierzchni na miejscu 375.).